# Liam O'Flynn
Liam O'Flynn (irsky Liam Ó Floinn; 15. dubna 1945 Kill, Irsko – 14. března 2018) byl irský dudák, hrající na irské loketní dudy a zabývající se irskou tradiční hudbou. Kromě své sólové dráhy a práce ve skupině Planxty, O'Flynn spolupracoval s mnoha hudebníky mezi které například patří i Christy Moore, Dónal Lunny, Andy Irvine, Kate Bushová, Mark Knopfler, The Everly Brothers, Emmylou Harris, Mike Oldfield, Mary Black, Enya nebo Sinéad O'Connor.
O'Flynn je uznáván jako přední hráč na irské loketní dudy, který přinesl hru na tento nástroj celému světu. V roce 2007 byl O'Flynn oceněn hudebníkem roku v rámci Gradam Ceoil Awards televize TG4, které je považováno za nejvyšší ocenění hudebníkům irské tradiční hudby.

## Mládí
Liam Ó Floinn se narodil 15. dubna 1945 ve vesnici Kill v irském hrabství Kildare hudebně nadaným rodičům. Jeho otec byl učitel a houslista. Jeho matka, která pocházela z rodiny hudebníků z Clare, hrála a vyučovala hru na piano. Již od útlého věku O'Flynn prokázal hudební nadání a byl povzbuzován v jeho zájmu o irské loketní dudy dudákem Tomem Armstrongem. V jedenácti letech se začal učit u Lea Rowsomea a také byl ovlivněn hudebníky Willie Clancy a Séamus Ennis. V šedesátých letech se mu dostalo uznání získáním cen na festivalech Oireachtas na Gaeilge a Fleadh Ceoil. Během těchto raných let se mu někdy říkalo Óg Ó Flynn.

## Hudební kariéra
V roce 1972 vznikla skupina Planxty, zabývající se irskou tradiční hudbou, ve které byl O'Flynn jako jeden ze zakládajících členů a zůstal členem této skupiny i přes její různá znovuzrození. Zatímco Seán Ó Riada a The Chieftains během šedesátých let obnovili tradiční irskou instrumentální hudbu v souborové podobě, Planxty postavili na tomto základu a posunuli o krok dále. Přinesli údernost a vitalitu do akustické hudby která drew heavily na O'Flynnově dudácké virtuozitě.
Jak se zlepšovaly O'Flynnovy hudební dovednosti, začal se setkávat s dudáky jako Willie Clancy a Seamus Ennis a začal si být vědom svého postavení v dudácké tradici. Z blízkého přátelství se Seamusem Ennisem (které původně začalo vztahem učitel-žák) si uvědomil, že k tomu, aby se stal dudákem, je třeba mnohem víc než jen hrát. Liam poznamenal: "Seamus Ennis mi dal mnohem víc než jen pytel not."

Po rozpadu skupiny Planxty v roce 1983 začal O'Flynn hostovat u takových umělců jako Everly Brothers, Enya, Kate Bushová, Nigel Kennedy, Rita Connolly a Mark Knopfler
Podílel se také na filmové hudbě, například Kidnapped (1979) nebo A River Runs Through It (1992). Měl odvahu pracovat s avantgardním skladatelem Johnem Cagem, ale jeho nejpřirozenější spolupráce byla s neoromantickým skladatelem Shaunem Daveym.
Skupina The Bothy Band byla přirozený nástupce původní skupiny Planxty a jeden z jejich členů, Matt Molloy, který později vstoupil do skupiny The Chieftains, hrál s Seánem Keanem na O'Flynnově albu The Piper's Call, které bylo vytvořeno na festivalu Proms v roce 1999 v Royal Albert Hall. O'Flynn pracoval také na projektech s Seamusem Heaney, míchajicím poezii s hudbou.
Jeho jméno je zmíněno v písni Lisdoonvarna od Christy Moorea.

## Diskografie
| Sólová alba - Liam O'Flynn (1988) - The Fine Art of Piping (1991) - Out to an Other Side (1993) - The Given Note (1995) - The Piper's Call (1999) S Christy Moore - Prosperous (1972) - Ordinary Man (1985) S Planxty - Planxty (1973) - The Well Below the Valley (1973) - Cold Blow and the Rainy Night (1974) - The Planxty Collection (1974, compilation) - After The Break (1979) - The Woman I Loved So Well (1980) - Words and Music (1983) - Planxty Live (2004) CD and DVD S Andy Irvine - Fifth Irish Folk Festival Compilation (1978) - Rainy Sundays... Windy Dreams (1980) - Way Out Yonder (2000) - Changing Trains (2007) - Abocurragh (2010) - Andy Irvine/70th Birthday Concert at Vicar St 2012 (2014) Se Shaunem Davey - The Brendan Voyage (1980) - The Pilgrim (1983) - Granuaile (1985) - The Relief of Derry Symphony (1990) - May We Never Have to Say Goodbye (2006) - Voices from the Merry Cemetery (2010) S Kate Bushovou - The Dreaming (1982) - Hounds of Love (1985) S Markem Knopflerem - Cal (film soundtrack) (1984) - Golden Heart (1995) S Enyou - Enya (1987) - The Celts (1987) - Shepherd Moons (1991) Se Seamusem Heaney - The Poet & The Piper (2003) | S jinými umělci - The Rambles of Kitty Ceoltas (1966) - Celtic Folkweave od Mickyho Hanly a Mícheála Ó Domhnaill (1974) - Kidnapped od Vladimira Cosmy (1978) - Born Yesterday od the Everly Brothers (1985) - The Emigrant Suite od Charlieho Lennona (1985) - Notes from my Mind od Séamuse Connolly (1988) - Best of Irish Folk Festival (1988, compilation) - Best of Irish Folk Festival Vol 2 (1989, compilation) - Jig in Style od Seána Keane (1990) - Brand New Dance od Emmylou Harris (1990) - The Field (film soundtrack) od Elmera Bernsteina (1990) - My Special Child od Sinéad O'Connor (1991) - Bringing it all Back Home (1991, compilation) - Out of Court od Maire Casey & Chris Newman (1991) - No Dowry od Maighread Ni Dhomhnaill (1991) - A River Runs Through It (film soundtrack) od Marka Ishama (1992) - Rita Connolly od Rity Connolly (1992) - The Seville Suite od Billa Whelana (1992) - Fire Aflame od Matta Molloye, Seána Keane, and Liama O'Flynn (1992) - Mercury Years od the Everly Brothers (1993, compilation) - Idir Dhá Chomhairle (In Two Minds) od Aine Ui Cheallaigh (1995) - Voyager od Mika Oldfielda (1996) - Sult Compilation (1996) - We Wont go Home Till Morning od Brendana Begley (1997) - Kashmir: The Symphonic Led Zeppelin od Londýnského filharmonického orchestru (1997) - Finisterres od Dan Ar Braz (1997) - With Friends Like These od Jamese Keanea (1998) - Os Amores Libres od Carlose Núñeze (1999) - Bilbao Oo:Oh od Kepa Junkera (1999) - Speaking With Angels od Mary Black (2000) - Volume 3: Further in Time od Afro Celt Sound System (2001) - Journey: The Best of Dónal Lunny od Dónal Lunny (2001) - The Girls Won't Leave the Boys Alone od Cherish the Ladies (2001) - To Shorten the Winter od Tommyho Sandse (2001) - Blue Idol od Altanu (2002) |